# Xyloskenea
Xyloskenea là một chi ốc biển, là động vật thân mềm chân bụng sống ở biển trong họ Turbinidae.

## Các loài
Các loài trong chi Xyloskenea gồm có:
- Xyloskenea consors B. A. Marshall, 1988
- Xyloskenea costulifera B. A. Marshall, 1988
- Xyloskenea depressa B. A. Marshall, 1988
- Xyloskenea grahami B.A. Marshall, 1988
- Xyloskenea naticiformis (Jeffreys, 1883)[2]
- Xyloskenea rhyssa (Dall, 1927)
- Xyloskenea translucens (Dall, 1927)
- Xyloskenea xenos Hoffman, Van Heugten & Lavaleye, 2010==Chú thích==

1. ↑  Xyloskenea Marshall, 1988. World Register of Marine Species, truy cập 21 tháng 4 năm 2010.
2. ↑  Xyloskenea naticiformis (Jeffreys, 1883). World Register of Marine Species, truy cập 21 April 2010.